# Boston United FC
A Boston United Football Club egy 1933-ban angliai labdarúgóklub Boston városban, Lincolnshire megyében,   Lincoln közelében. A National League North tagjaként a hatodosztályában érdekelt.
 A klub beceneve a "Zarándokok", hivatkozva a zarándok atyákra, akik elhagyták Angliát, észak-Amerikába vándoroltak és Bostont alapították. A klub hagyományos színei a borostyánsárga és a fekete. Boston riválisai közé tartozik a Lincoln City, a Scunthorpe United és a Grimsby Town. 

## Sikerek
- National League bajnok: 2001-02

## Játékoskeret
Frissítve: 2020. 06. 05.
| # |     | Poszt | Név            |
| - | --- | ----- | -------------- |
|   | ENG | K     | Peter Crook    |
|   | ENG | K     | George Willis  |
|   | IRL | V     | Karl Byrne     |
|   | ENG | V     | Ashley Jackson |
|   | ENG | V     | Ben Middleton  |
|   | WAL | V     | Alex Penny     |
|   | ENG | V     | Luke Shiels    |
|   | ENG | V     | Alex Whittle   |
|   | ENG | KP    | Brad Abbott    |
|   | ENG | KP    | George Green   |

| # |     | Poszt | Név             |
| - | --- | ----- | --------------- |
|   | ENG | KP    | Tom Platt       |
|   | ALB | KP    | Andi Thanoj     |
|   | KEN | KP    | Jonathan Wafula |
|   | ENG | KP    | Nicky Walker    |
|   | ENG | KP    | Martyn Woolford |
|   | ENG | CS    | Tom Clare       |
|   | ENG | CS    | Dominic Knowles |
|   | ENG | CS    | Jay Rollins     |
|   | ENG | CS    | Jordan Thewlis  |
|   | ENG | CS    | Shaun Tuton     |

## Fordítás
- Ez a szócikk részben vagy egészben  a   Boston United F.C. című angol Wikipédia-szócikk fordításán alapul.  Az eredeti cikk szerkesztőit annak laptörténete sorolja fel. Ez a jelzés csupán a megfogalmazás eredetét és a szerzői jogokat jelzi, nem szolgál a cikkben szereplő információk forrásmegjelöléseként.